# Étréaupont
Étréaupont é uma comuna francesa na região administrativa de Altos da França, no departamento de Aisne. Estende-se por uma área de 17,59 km². Em 2010 a comuna tinha 863 habitantes (densidade: 49,1 hab./km²).